# Proasellus lusitanicus
Proasellus lusitanicus là một loài chân đều trong họ Asellidae. Loài này được Frade miêu tả khoa học năm 1938.